# U.S. Cup 1992
Der U.S. Cup 1992 war ein Einladungsturnier für Fußball-Nationalmannschaften, das vom Fußballverband der Vereinigten Staaten von Amerika organisiert wurde. Es war die erste Austragung dieser bis zum Jahr 2000 fortgeführten Turnierreihe und fand vom 30. Mai bis zum 7. Juni 1992 statt. Teilnehmer waren neben der Gastgebermannschaft Italien, Irland und Portugal. Nach sechs Spielen im Modus „Jeder gegen jeden“ stand die USA überraschend als erster Sieger fest.

## Turnierverlauf

### USA – Irland 3:1
Im Eröffnungsspiel schlugen die Gastgeber die irische Mannschaft mit 3:1. Die Partie verlief knapper, als es das Ergebnis vermuten ließe. Nach torloser erster Halbzeit ging Irland in der 51. Minute durch Mick McCarthy in Führung, aber nur drei Minuten später konnten die USA durch einen Freistoß von Marcelo Balboa ausgleichen. Durch Tore von Tab Ramos in die 70. und John Harkes in der 87. Minute sicherten sich die US-Amerikaner den Sieg.
| USA                                            | USA | Irland | Irland |
| ---------------------------------------------- | --- | --- | ------ |
| USA                                            | \| 1. Spieltag \| \| 30. Mai 1992 in Washington, D.C. (RFK Stadium) \| \| Zuschauer: 35.696 \| \| Schiedsrichter: Seiffert ( Kanada) \| \| Spielbericht \| | \| 1. Spieltag \| \| 30. Mai 1992 in Washington, D.C. (RFK Stadium) \| \| Zuschauer: 35.696 \| \| Schiedsrichter: Seiffert ( Kanada) \| \| Spielbericht \|                                                           | Irland |
| USA                                            | Tony Meola – Marcelo Balboa, John Doyle, Thomas Dooley – Paul Caligiuri, Brian Quinn, John Harkes, Tab Ramos (79. Janusz Michallik) – Bruce Murray (46. Roy Wegerle), Hugo Pérez (Earnie Stewart 53’) – Peter Vermes (46. Chris Henderson, 59. Fernando Clavijo) | Gerry Peyton – Steve Staunton (60. Tommy Coyne), Chris Morris (78. Denis Irwin), Paul McGrath, Mick McCarthy, Kevin Moran – Terry Phelan, Ray Houghton, Roy Keane (78. Alan McLoughlin), Andy Townsend – Niall Quinn | Irland |
| USA                                            | 1:1 Balboa (54.) 2:1 Ramos (70.) 3:1 Harkes (87.) | 0:1 McCarthy (51.) | Irland |
| 1. Spieltag                                    | | |        |
| 30. Mai 1992 in Washington, D.C. (RFK Stadium) | | |        |
| Zuschauer: 35.696                              | | |        |
| Schiedsrichter: Seiffert ( Kanada)             | | |        |
| Spielbericht                                   | | |        |

### Italien – Portugal 0:0
Im zweiten Spiel trennten sich Italien und Portugal torlos. Beide Mannschaften verloren gegen Ende der Partie je einen Spieler durch Platzverweis.
| Italien                                            | Italien | Portugal | Portugal |
| -------------------------------------------------- | --- | --- | -------- |
| Italien                                            | \| 1. Spieltag \| \| 31. Mai 1992 um 21:00 Uhr in New Haven (Yale Bowl) \| \| Zuschauer: 38.833 \| \| Schiedsrichter: Dominguez ( Vereinigte Staaten) \| | \| 1. Spieltag \| \| 31. Mai 1992 um 21:00 Uhr in New Haven (Yale Bowl) \| \| Zuschauer: 38.833 \| \| Schiedsrichter: Dominguez ( Vereinigte Staaten) \|                                                                                  | Portugal |
| Italien                                            | Walter Zenga – Moreno Mannini, Paolo Maldini, Franco Baresi – Alessandro Costacurta – Luca Fusi (78. Roberto Galia), Roberto Baggio (71. Pierluigi Casiraghi), Alessandro Bianchi (85. Giuseppe Signori) – Roberto Donadoni – Gianluca Vialli, Alberto Di Chiara (35. Attilio Lombardo) | Vítor Baía – J. Couto (39. António da Silva Samuel), Paulo Madeira, Leal, João Domingos Pinto – Luís Figo (87. Rui Filipe), Emílio Peixe (85. Domingos), Vítor Paneira (46. Jaime Magalhães) – Jorge Cadete (86. José Semedo), João Pinto | Portugal |
| Italien                                            | Donadoni (84.) | Leal (86.) | Portugal |
| 1. Spieltag                                        | | |          |
| 31. Mai 1992 um 21:00 Uhr in New Haven (Yale Bowl) | | |          |
| Zuschauer: 38.833                                  | | |          |
| Schiedsrichter: Dominguez ( Vereinigte Staaten)    | | |          |

### USA – Portugal 1:0
Die USA feierten ihren zweiten Sieg vor nur gut 10.000 Zuschauern im Chicagoer Soldier Field. Das einzige Tor erzielte Roy Wegerle in der 35. Minute, als nach einem langen Pass von Bruce Murray in der Mitte durchbrechen und mit seinem linken Fuß den herauseilenden, portugiesischen Torhüter Adelino Barros überlupfen konnte.
| USA                                     | USA | Portugal | Portugal |
| --------------------------------------- | --- | --- | -------- |
| USA                                     | \| 2. Spieltag \| \| 3. Juni 1992 in Chicago (Soldier Field) \| \| Zuschauer: 10.402 \| \| Schiedsrichter: Amendolia ( Italien) \| \| Spielbericht \|                                                                                        | \| 2. Spieltag \| \| 3. Juni 1992 in Chicago (Soldier Field) \| \| Zuschauer: 10.402 \| \| Schiedsrichter: Amendolia ( Italien) \| \| Spielbericht \|                                                                                   | Portugal |
| USA                                     | Tony Meola – Marcelo Balboa, John Doyle, Thomas Dooley, Paul Caligiuri (61. Fernando Clavijo), Brian Quinn, Tab Ramos, Bruce Murray (46. Chris Henderson), John Harkes, (78. Janusz Michallik), Hugo Pérez (68. Earnie Stewart), Roy Wegerle | Adelino Barros – Fernando Couto, Torres (34. Filipe), Paulo Madeira, João Domingos Pinto (46. Paneira) – José Semedo, Jaime Magalhães (46. Cadete), Luís Figo (81. Paulo Sousa), Emílio Peixe – João Pinto, Domingos (77. Jorge Cadete) | Portugal |
| USA                                     | 1:0 Wegerle (35.) | | Portugal |
| 2. Spieltag                             | | |          |
| 3. Juni 1992 in Chicago (Soldier Field) | | |          |
| Zuschauer: 10.402                       | | |          |
| Schiedsrichter: Amendolia ( Italien)    | | |          |
| Spielbericht                            | | |          |

### Italien – Irland 2:0
Im vierten Spiel ging Italien gegen Irland in der 17. Minute durch ein Tor von Giuseppe Signori mit 1:0 in Führung. In der zweiten Halbzeit erhöhte Alessandro Costacurta in der 56. Minute auf 2:0 durch einen verwandelten Strafstoß. Die Iren verloren in der 64. Minute ihren Torhüter durch einen Platzverweis.
| Italien:                                                  | Italien: | Irland | Irland |
| --------------------------------------------------------- | --- | --- | ------ |
| Italien:                                                  | \| 2. Spieltag \| \| 4. Juni 1992 um 22:00 Uhr in Foxborough (Foxboro Stadium) \| \| Ergebnis: 2:0 (1:0) \| \| Zuschauer: 34.797 \| \| Schiedsrichter: D’Aquila ( Vereinigte Staaten) \|                             | \| 2. Spieltag \| \| 4. Juni 1992 um 22:00 Uhr in Foxborough (Foxboro Stadium) \| \| Ergebnis: 2:0 (1:0) \| \| Zuschauer: 34.797 \| \| Schiedsrichter: D’Aquila ( Vereinigte Staaten) \|      | Irland |
| Italien:                                                  | Walter Zenga – Franco Baresi (77. Ferri), Paolo Maldini, Alessandro Costacurta, Bianchi (73. Lombardo), Roberto Galia, Fusi (46. Venturin), Carboni (51. Mannini), Giuseppe Signori, Mancini (80. Vialli), Casiraghi | Pat Bonner, Steve Staunton, O.Leary, McCarthy (46. McLoughlin), Irwin (66. Peyton), Houghton, Townsend, McGrath, McGoldrick (80. Phelan), Niall Quinn (72. Tommy Coyne), Aldridge (78. Kelly) | Irland |
| Italien:                                                  | 1:0 Signori (17.) 2:0 Costacurta (56., Strafstoß) | | Irland |
| Italien:                                                  | Bonner (64.) | | Irland |
| 2. Spieltag                                               | | |        |
| 4. Juni 1992 um 22:00 Uhr in Foxborough (Foxboro Stadium) | | |        |
| Ergebnis: 2:0 (1:0)                                       | | |        |
| Zuschauer: 34.797                                         | | |        |
| Schiedsrichter: D’Aquila ( Vereinigte Staaten)            | | |        |

### USA – Italien 1:1
Die Italiener gingen bereits in der 2. Minute durch Roberto Baggio in Führung. John Harkes konnte mit seinem zweiten Turniertor in der 23. Minute für die USA ausgleichen. Bei diesem Stand blieb es bis zum Schluss, so dass sich der Gastgeber den Turniersieg sichern konnte.
| USA                                                  | USA | Italien | Italien |
| ---------------------------------------------------- | --- | --- | ------- |
| USA                                                  | \| 3. Spieltag \| \| 6. Juni 1992 um 21:00 Uhr in Chicago (Soldier Field) \| \| Zuschauer: 26.874 \| \| Schiedsrichter: Vargas Gonzales ( Costa Rica) \| \| Spielbericht \|                                             | \| 3. Spieltag \| \| 6. Juni 1992 um 21:00 Uhr in Chicago (Soldier Field) \| \| Zuschauer: 26.874 \| \| Schiedsrichter: Vargas Gonzales ( Costa Rica) \| \| Spielbericht \|                                                                                | Italien |
| USA                                                  | Tony Meola – Marcelo Balboa, Thomas Dooley, John Doyle, Paul Caligiuri – Brian Quinn, Tab Ramos (86. Janusz Michallik), Bruce Murray (46. Fernando Clavijo), John Harkes – Hugo Pérez (75. Earnie Stewart), Roy Wegerle | Luca Marchegiani – Franco Baresi, Paolo Maldini, Moreno Mannini, Roberto Galia (65. Alberto Di Chiara) – Alessandro Bianchi, Ricardo Ferri (46. Luca Fusi), Roberto Donadoni, Roberto Baggio (74. Gianluca Vialli) – Giuseppe Signori, Pierluigi Casiraghi | Italien |
| USA                                                  | 1:1 Harkes (23.) | 0:1 Baggio (2.) | Italien |
| 3. Spieltag                                          | | |         |
| 6. Juni 1992 um 21:00 Uhr in Chicago (Soldier Field) | | |         |
| Zuschauer: 26.874                                    | | |         |
| Schiedsrichter: Vargas Gonzales ( Costa Rica)        | | |         |
| Spielbericht                                         | | |         |

### Irland – Portugal 2:0
Der Ire Steven Staunton konnte in der 39. Minute den portugiesischen Torhüter Vítor Baía mit einem direkt verwandelten Eckstoß überwinden. Der eingewechselten Tommy Coyne erzielte das zweite irische Tor kurz vor Schluss.
| Irland                                       | Irland | Portugal | Portugal |
| -------------------------------------------- | --- | --- | -------- |
| Irland                                       | \| 3. Spieltag \| \| 7. Juni 1992 in Foxborough (Foxboro Stadium) \| \| Zuschauer: 41.227 \| \| Schiedsrichter: Dias ( Vereinigte Staaten) \|                            | \| 3. Spieltag \| \| 7. Juni 1992 in Foxborough (Foxboro Stadium) \| \| Zuschauer: 41.227 \| \| Schiedsrichter: Dias ( Vereinigte Staaten) \|                                                                        | Portugal |
| Irland                                       | Gerry Peyton – Steve Staunton, McCarthy, O. Leary, Morris – Houghton, McLoughlin, McGrath, Phelan (89. McGoldrick) – Kelly (58. Tommy Coyne), Niall Quinn (87. Aldridge) | Vítor Baía – Leal (71. Magalhães), J. Couto (46. João D. Pinto), Samuel, Fernando Couto – José Semedo (75. Paulo Sousa), Rui Filipe, Vítor Paneira (46. Filipe), Luís Figo (46. Domingos) – Jorge Cadete, João Pinto | Portugal |
| Irland                                       | 1:0 Staunton (39.) 2:0 Coyne (89.) | | Portugal |
| 3. Spieltag                                  | | |          |
| 7. Juni 1992 in Foxborough (Foxboro Stadium) | | |          |
| Zuschauer: 41.227                            | | |          |
| Schiedsrichter: Dias ( Vereinigte Staaten)   | | |          |

## Abschlusstabelle
| Pl. | Verein             | Sp. | S | U | N | Tore    | Diff. | Punkte |
| --- | ------------------ | --- | - | - | - | ------- | ----- | ------ |
| 1.  | Vereinigte Staaten | 3   | 2 | 1 | 0 | 005:200 | +3    | 07     |
| 2.  | Italien            | 3   | 1 | 2 | 0 | 003:100 | +2    | 05     |
| 3.  | Irland             | 3   | 1 | 0 | 2 | 003:500 | −2    | 03     |
| 4.  | Portugal           | 3   | 0 | 1 | 2 | 000:300 | −3    | 01     |

## Sieger
| Sieger des U.S. Cup 1992: USA Erster Titel |

## Torschützen
2 Tore
- John Harkes

1 Tor
- Roberto Baggio
- Alessandro Costacurta
- Giuseppe Signori
- Marcelo Balboa
- Tab Ramos
- Roy Wegerle
- Tommy Coyne
- Mick McCarthy
- Steve Staunton